# 穆罕默德·哈塔米
穆罕默德·哈塔米（1943年9月29日—），出生于伊朗亚兹德省阿爾達坎，是一位伊朗政治家和学者，从1997年8月2日至2005年8月2日出任第五任伊朗总统，卸任后由艾哈邁迪內賈德接任。在1980和1990年代中他还担任过伊朗文化部长的职务。他是中央委员会的成员。哈塔米于1997年5月23日被选为总统，2001年6月8日再次当选第二任期。哈塔米胜利的原因主要是女性和青年的选票，他们投给他是因为他承诺改善妇女的地位，并响应伊朗年轻一代的要求，被認為是伊朗改革派政治人物。

## 早年生活
哈塔米从伊斯法罕大学获得了西方哲学的学士学位，但是他在德黑兰大学修读教育科学硕士期间，离开了学术界，前往库姆完成了他之前学的伊斯兰科学。他在那里呆了七年，取得了该课程的最高水准，伊智提哈德。之后，他前往德国担任汉堡伊斯兰教中心的主席。在伊朗革命前，他一直住在汉堡。
当选总统前哈塔米曾从1980年至1982年担任伊朗议会的议员、《世界报》的总监、从1982年至1986年以及从1989年至1992年5月24日伊朗文化部的部长。1992年他辞去文化部部长职后从1992年至1997年任伊朗国家图书馆的馆长和革命最高委员会的成员。
哈塔米是中央委员会的成员和主席。

## 总统
哈塔米被看作为伊朗改良主义总统，因为他在选举中重视法治和民主，主张所有伊朗人参与政治决策的进程。但是他的改革政策在伊朗政府内部不断导致与强硬保守的伊斯兰主义者之间的冲突。而强硬派控制着强大的政府组织，如其半数成员由伊朗最高领袖直接任命的宪法监护委员会。在大多数这些冲突中哈塔米調和失败使得他总统末期时许多他的追随者对他感到失望。
在伊朗政教合一的制度下，作为总统的哈塔米的地位居于精神领袖之下，而且对许多关键的国家机构如武装力量（警察、军队、革命卫队等）、广播和电视、法庭、监狱等没有合法的权力。
哈塔米任职期间向议会提出了两个法律议案，对选举法提出了小的、但是关键的改动，并明确地定义了总统防止国家机构违反宪法的权利。哈塔米本人将这两个议案称为是伊朗改革的关键。伊朗议会通过了这两个议案，但是它们被宪法监护委员会驳倒了。

### 经济政策
在经济上哈塔米继续前政府的工业化努力。在宏观经济上他继续拉夫桑贾尼在其第一个五年经济发展计划（1990年至1995年）中提出的自由化政策。右翼批评者则指责哈塔米重视政治，疏忽了经济。在哈塔米任职的第一年中他曾经承认伊朗的经济“生慢性病……假如不进行彻底的重组的话这个问题无法解决”。哈塔米的经济组解决了一些经济问题，但是许多问题未能解决。他手下人的能力有限、社会与经济结构上的问题以及权力斗争都导致了他的经济政策不成功。
在哈塔米的第一任任期中他主要贯彻执行伊朗的第二个五年计划。1999年9月15日他向议会展示了一个新的五年计划。这个五年计划打算在2000年至2004年间执行，其目的在于将伊朗的经济改革垫入更广泛的社会和政治发展中。其中重要的经济改革包括“一个雄心勃勃的将数个重要工业私营化的计划……每年创利75万个新的就业机会、长期保持国民生产总值每年增长6%、减少对基本产品的辅助……以及广泛的预算和结构改革”。但是实际上哈塔米未能达到他的五年计划，尤其是就业率依然是一个大问题。在计划实行的第一年里仅出现了30万个新的就业机会。2004年世界银行报告中总结说“经过24年的内部革命后斗争、国际绝缘和经济不稳定性，伊朗逐渐开始脱离长期的不稳定和不可靠性。”
在宏观经济上国内生产总值从1997年的2.4%增长到2000年的5.9%，失业率从16.2%降低到14%。消费者价格指数从17%以上下降到13%以下。公共和私人对能源、建筑工业和国家其它工业基础的投资提高。国家外债从121亿美元降低到79亿美元，这是两伊停火后的最低点。世界银行在向伊朗停止贷款七年后向伊朗贷款2.32亿美元来建设卫生和废水处理项目。从1979年金融全面国有化后政府首次批准设立两个私营银行和一个私营保险公司。经济合作与发展组织将在伊朗投资的风险性指出从6降低到4。
2005年4月10日哈塔米报告他任期内的经济发展，提到大规模的私人经济发展和在他任期内经济发展了6%。政府为促进私营经济投资了五十亿美元，加上与私营企业之间达成的合同其总值可达100亿美元。根据政府自己的数据生活在绝对贫困线以下的人从1997年的18%降低到2001年的15.5%，25%的人生活在相对贫困线以下，这样的话共约40%的人生活贫困。不相关机构的估计比这个数据高一些。
同时在2001年的世界调查中伊朗在155个国家中在对全球经济开放度上排第150名。在联合国的人类发展指数中伊朗在162个国家中排第90名，比四年前的数据（在175个国家中排第97名）仅好一点。在与伊朗交易的风险性也仅从少许改善为。

### 外交政策
在哈塔米任期内伊朗的外交政策进入了一个新的阶段，从敌对转向协商。哈塔米的世界观与他对外交政策的观点与他的前任不同。在哈塔米的外交政策中不存在“文明衝突論”，他更喜欢“文明间对话”。
根据哈塔米的建议，联合国宣布2001年作为联合国的“不同文明间对话年”。
哈塔米的政策使得伊朗与世界其它国家之间的关系和气氛转善，它与世界其它重要势力之间的关系也改善。只有与美国之间的关系保持着相互之间陈见的猜疑和不信任。在哈塔米任期间伊朗试图在波斯湾地区和此外起一个更大的作用。
哈塔米曾与许多重要人物会谈，其中包括若望·保禄二世、松浦晃一郎、雅克·希拉克、約翰內斯·勞、弗拉基米尔·普京、阿布杜拉齐兹·布特弗利卡和乌戈·查韦斯。2003年哈塔米拒绝与伊拉克激进神职人员穆克塔达·萨德尔会面。
2003年伊朗巴姆发生地震后哈塔米拒绝以色列的援助。2005年4月8日在教宗若望·保禄二世的葬礼上由于座位排列是按照字母排列的，哈塔米就坐在以色列总统摩西·卡察夫附近。此后卡察夫称与哈塔米握手并交谈。卡察夫的家庭是来自于伊朗的犹太人，而且他的老家离哈塔米的老家很近。卡察夫说他们就他们的家乡省份交谈了几句。这是1979年两国断交后第一次政治接触。但是哈塔米回到伊朗后遭到保守派的激烈抨击，指责他通过与以色列总统握手和交谈“承认”了以色列。此后伊朗国有媒体均激烈否认哈塔米与卡察夫握手或者交谈。
哈塔米政府非常希望改善与美国的关系。然而美國政府對他的取態並不領情，2002年更把伊朗定位「邪惡軸心」2003年伊朗对美国建议就所有有争议的话题，包括核问题和以色列-巴勒斯坦两国制问题等，进行谈判。美国的反应是责难传达这个建议的瑞士大使。

#### 不同文明间对话
针对塞缪尔·P·亨廷顿提出的文明衝突論哈塔米提出了文明间对话。哈塔米在一些国际社团（其中最重要的是1998年在纽约的联合国大会上提出了他的理论的主要因素）中引入了他的理论后这个理论获得了许多国际支持。联合国按照哈塔米的推荐将2001年设立为不同文明间对话年。哈塔米鼓吹道德的政治，他认为“文明间对话的政策要求将文化、道德和艺术置于政治之上。”通过这个建议哈塔米成为一个国际人物，在全世界均有许多追随他的知识分子。
哈塔米提出的文化间对话超出了伊朗/伊朗外或者伊斯兰/伊斯兰外的对话，它呼吁所有人在全球冲突不断激烈化的时间裡进行对话来提高所有人的生活。其目的在于为和平铺路、促进国家之间的对话、促进文化之间的经验交流会，使得各个文化可以互相学习对方的长处和短处、通过辩论、公正和宽容取代恐惧、责备和偏见。哈塔米认为这样的对话可以克服自我否认、不批评的接受、放弃以及仇恨、反对和敌对。

### 2004年伊朗议会选举
在2004年2月举行的伊朗议会选举中护教会议废除了上千候选人的选举资格，其中包括上届议会中大多数改革支持者和所有伊斯兰参与阵线党的成员。因此保守派赢得了至少70%的席位，约60%的选民参加了这次选举。
哈塔米后来回忆说他的政府试图阻止进行一个不公正和不自由的选举。哈塔米说他与议会发言人一起拜访最高精神领袖哈梅內伊，并向他提出了一系列选举条件。这些条件被传达给护教会议。护教会议是最高监视和近年来防止自由选举的最大障碍。护教会议中的重要成员全部是由精神领袖指命的，因此一般认为护教会议传达精神领袖的意愿。哈塔米说：“但是护教会议没有遵守精神领袖和它自己的承诺……我们面临着以下的处境：要么我们进行选举，要么我们面临着一个巨大的暴动……来破坏统治。”当时示威学生不断呼喊：“贾纳提是国家公敌。”而哈塔米则回答说：“假如你们是国家的话我们就是国家公敌。”
1月30日护教会议公布最后候选人名单后125位改革议员宣布抵制这次选举并放弃了他们的议员席位。改革派的内务部部长宣布选举将不能按計劃的时间进行。但是哈塔米却宣布选举将能按計劃进行。他拒绝他内阁部长和省份省长的辞职。这些举动为选举铺平了道路，也导致了激进和和缓改革者之间的分裂。

## 卸任后
2005年9月2日联合国秘书长科菲·安南任命哈塔米为不同文明联盟成员。9月28日哈塔米在伊朗政府中工作29年后退休。11月14日哈塔米呼吁所有宗教领袖为放弃原子和化学武器而斗争。 
2006年1月30日哈塔米为“文明间对话国际中心”的办公室奠基。他将成为这个在伊朗和欧洲拥有办公室的非政府组织的头。2月15日哈塔米在日内瓦的记者招待会上宣布正式登记他的协会的欧洲办公室。2月28日在卡塔尔多哈参加不同文明联盟的记者招待会时哈塔米说“对犹太人的屠杀是一个历史事实”。但他也说以色列“通过迫害巴勒斯坦人很坏地使用了这个历史事实”。9月7日在访问华盛顿哥伦比亚特区时哈塔米呼吁美国与伊朗对话。
2007年1月24至28日哈塔米在瑞士达沃斯参加世界经济论坛时与美国参议员约翰·克里谈话并发表了类似的意见。

### 穿巧克力色长袍的人
2005年12月22日在德黑兰一群年轻的伊朗艺术家和活动家举办了一个赞扬哈塔米的活动，这个活动被称为“穿巧克力色长袍的人之夜”。虽然这个活动事先没有大力宣扬，但是事后获得了很大的轰动。许多伊朗的部落格中提到这个事件。许多人说哈塔米被像一名歌星一样对待，但也有些人表达出了他们对哈塔米任期间未能获得更多的改革而失望。

### 2007年握手事件
2007年5月一份录像显示哈塔米在意大利参加一次会议时与一些女参加者握手。按照1979年伊朗革命后的看法异性之间的身体接触是伊斯兰不允许的。而网上的录像和图像均显示哈塔米与妇女握手。
哈塔米回到伊朗后受到当地保守媒体的严厉批评，称他的行为为“不道德行为”。哈塔米因此称他没有握手，说录像是伪造的。但是拍录像的人则表示该录像没有加工过    。
陪同哈塔米的撒德·哈拉齐间接地证实了握手事件。他说：“在人群中有可能会握到手，但是前总统是反对异性间的身体接触的。”

## 学者
哈塔米的学术主题是政治哲学，他也在大学裡教过政治哲学，此外他在1999年也就此问题出版过书。这本书的内容是波斯历史上政治哲学的演化。
亚里士多德的政治哲学是在20世纪才被翻译为波斯语的（这句有疑问，应该在公元 6 世纪之前亚里士多德的很多著作就被译成波斯语）。哈塔米使用亚里士多德的理论来显示伊斯兰政治思想的短处。哈塔米使用伊斯兰歷史来解释伊斯兰政治思想的退化，尤其是从政治哲学向王家政策的退化以及权力支配的主导地位。
哈塔米对比西方的“自由”和伊斯兰的“拯救”两个概念。他认为西方的自由重视解放外部的束缚，导致社会、政治和文明的自由。其优点在于人民能够决定自己的命运，而政府为人民服务，向人民负责；其缺点在于它导致无束缚的个人主义，相信人的需求和愿望是世界上最重要的。伊斯兰的拯救概念则强调解放内部的束缚，比如愿望、欲望和世俗。哈塔米认为两者均不完整，拯救疏忽了人的社会和政治自由。
哈塔米是现代和后现代德国和西方哲学方向的学者。在他在华盛顿国家大教堂的演讲中他概述了从文艺复兴至今天西方思想的发展。他指出西方思想是由强调个人主义的个人驱动的。这导致了一个新的宗教：西方人认为人可以成功地主宰世界和自然，而这导致了暴力、支配和殖民主义。哈塔米认为西方思想家宣扬“胜者为王”的观点。西方还在继续建立侵略性的社会和政治系统，支配自然和弱的社会。而基于亞伯拉罕諸教思想、基于真理和公正原则的东方则成为牺牲品。他说通过西方文明的上升，西方不是支配，就是将其它文明同化为一个“统一的西方统一”。西方哲学家和政治家现在期待“古老的文明”让步，接受西方的理想，就像“农业文明物质上地被融合入工业和后工业文明中一样。”

## 批评
保守派、改革派、反对派对哈塔米的不同政策和观点均有批评。哈塔米曾赞扬过多名在迫害政治犯和反对派中臭名昭著的人，因此而受到批评。
哲学家阿多卡里姆·索罗什在一封给哈塔米的信中指责他未能利用1997年5月当选后的机会来加速改革，因此使得许多人失望。
哈塔米对公民社会和自由的定义也受到批评。哈塔米任职后开始使用公民社会这个词。此举鼓励许多思想家和学者探讨公民社会到底是怎样的。但哈塔米突然在一次讲话中说：“我所说的公民社会是指先知的麦地那。”他的这个澄清使许多伊朗学者很失望。阿多卡里姆·索罗什说：“这给大家都浇了一盆冷水。要么他一开始就这样认识公民社会，要么他后来出于特殊的政治和神学原因将公民社会改为了先知的麦地那。这明显显示出他思想中的忧郁。他在说自由的时候我们也会看到这个犹豫。”1998年11月18日哈塔米说：“只有信奉伊斯兰和国家领导的人在伊朗才有政治活动和存在的权利。”
虽然哈塔米支持民主改革，但是伊朗最重要的人权组织人权保卫者中心未能在伊朗登记，而且在申请登记三年五载后依然未被批准。该组织主席希尔琳·艾芭迪在获得诺贝尔和平奖后哈塔米的反应也受到批评。
哈塔米不肯批评霍梅尼所建立的由宗教学者来统治的国家基础。哈塔米曾说：“我们向全世界宣布我们将继续霍梅尼的道路……。”他还说：“霍梅尼建立的基础是伊斯兰共和国的支柱。所有伊斯兰共和国的公民都遵守这个基础。这表示所有在这个系统中生活的人必须遵守这个基础，并按照宪法的规定行动。”
有一次哈塔米在哈佛大学接受采访时有人问他对同性恋的看法。他说：“按照伊斯兰同性恋是一种罪行……罪行要被惩罚……罪行是否要用死刑来惩罚可以讨论。”
在哈塔米任职期间伊朗文化革命最高委员会决定不签署联合国消除所有歧视妇女形式的公约。这个公约是最重要的国际性女权公约。
2001年78名伊朗议员呼吁哈塔米顧及国内少数的逊尼派，但是在其八年任期中哈塔米没有起用任何逊尼派人物進入内閣。但他曾经委任过一名库尔德人为部长，这是革命后的第一位库尔德人部长。
伊斯兰共和国不允许逊尼派教徒在德黑兰建造清真寺。虽然哈塔米在选举时答应要在德黑兰建造一座逊尼派清真寺，但是在他就职后他拒绝完成他的承诺，他说最高精神领袖阿里·哈梅內伊不允许他完成他的承诺。
2007年7月哈塔米说赛义德·鲁霍拉·霍梅尼是当代领导性的“改革家”，但是一些专家认为霍梅尼是一个民粹主义者和极端主义者。
哈塔米多次赞扬巴斯基民兵。2000年11月22日他对他的内阁说：“巴斯基是一支进步力量，它试图在它的同盟者中保持宗教信仰，起一个更好的作用，获得更高的知识和技巧。”哈塔米也赞扬巴斯基在1999年7月镇压伊朗学生运动中的作用。

## 个人生活
哈塔米的父亲鲁霍拉·哈塔米是一位高层神职人员，在伊朗伊斯蘭革命初期他是亚兹德市的海推布。
1974年哈塔米与穆萨·萨德尔的一个侄女和著名宗教法教授的女儿结婚，两人有两个女儿和一个儿子：蕾娜（1975年出生）、纳季（1981年出生），埃玛德（1989年出生）。
哈塔米的一个弟弟穆罕迈德·雷萨·哈塔米被选入伊朗的第六届议会，并成为议会副发言人。他还曾任伊斯兰参与阵线党主席。他与的一个孙女和女权人权运动者结婚。
哈塔米的另一个弟弟阿里在美国获得工业工程师硕士地位。在哈塔米的第二个任期中他担任其顾问主席，但是极少出头露面。
哈塔米的姐姐于1999年被选入阿达坎的市议会。
哈塔米除了会说波斯语（母语）之外，还会说阿拉伯语和一点英语和德语。